# Lamia
Lamia (grčki: Λαμία) grad je u središnjoj Grčkoj. Lamia je vrlo stari grad osnovan još za antičkih vremena, glavni je grad prefekture Ftiotide i Periferije Središnja Grčka (koja ima 5 prefektura). 

## Porijeklo imena
Jedna od legendi govori da je grad dobio ime po mitološkoj kćeri boga Posejdona i Tračkoj kraljici Lamiji. Druga legenda pak govori da je ime izvedeno od imena starosjedioca tih krajeva Malijanaca.
U srednjem vijeku Lamia je zvana Zetounion (Ζητούνιον), ovo ime za grad susreće se prvi put kod navođenja Osmi ekumenski sabor iz 869. godine. Ovo ime je uz male preinake u izgovoru (Zitouni, Ζητούνι) potrajalo u uporabi do XIX. stoljeća. Jedna od teorija o porijeklu imena grada je da ime potječe od arapske riječi Zeitun (što znači maslina), ili pak da to dolazi od slavenske riječi sitonion (što znači zemlja preko rijeke). Nakon uspostave Latinskog Carstva, poslije Četvrtog križarskog rata 1204., grad je bio poznat pod imenom Zirtounion, Zitonion, Girton (kad su Latinskim Carstvom vladali Franci), El Cito (za vrijeme vlasti Katalonaca). 
Za vrijeme vladavine Turaka grad je zvan Iztin, najvjerojatnije po prijašnjem imenu grada - Zitounion.

## Povijest
Kao ljudsko stanište Lamia je naseljena već od 5. tisućljeća pr. Kr., ali se kao grad spominje tek nakon zemljotresa iz 424. pr. Kr., i to kao značajno spartansko vojno uporište koje je zaposjeo Aleksandar Makedonski.
Nakon Aleksandrove smrti Atenjani i ostali Grci pobunili su se protiv makedonske vlasti i gospodstva. Antipatros, makedonski regent, uzeo je taoce i zatočio ih iza zidina gradske utvrde Kastro za vrijeme Lamijskog rata (323. pr. Kr. - 322. pr. Kr.). Rat je okončan smrću atenskog generala Leostena i dolaskom 20.000 teško naoružanih makedonskih vojnika.
Nakon tog razdoblja Lamia se uspješno razvijala, naročito u 3. stoljeću pr. Krista za vrijeme dominacije Etolskog saveza. To je dokinuto 190. godine nakon Krista kada je rimski konzul Manius Acilius Glabrio orobio grad Lamiu.
Lamia je uključena u sastav Kraljevine Grčke odmah po osamostaljenju 1829. godine i postala grčki pogranični grad, jer je tada granica prema Turskoj bila odmah do grada kod mjesta znanog kao Taratsa (to mjesto je nešto sjevernije od Lamije).

## Gradske znamenitosti
- Kastro, gradska utvrđena akropola
- Platia Eleftherias (Trg Slobode) - Trg na kojem se održavaju parade za dan nezavisnosti, i na kojem se nalazi gradska katedrala
- Platia Diakou (Trg Diakos) - Trg na kojem se nalazi kip grčkog nacionalnog junaka Athanasiosa Diakosa
- Platia Laou (Narodni trg) - Trg na kojem se nalazi kip Arisa Velouchiotisa

## Rast stanovništva posljednjih desetljeća
| broj stanovnika | 41846 | 55445 | 58601 |
|                 | 1981. | 1991. | 2001. |

| Godina | Stanovnika | Promjene        |
| ------ | ---------- | --------------- |
| 1981   | 41,846     | -               |
| 1991   | 55,445     | +13,599/+32.50% |
| 2001   | 58,601     | +3,156/+5.69%   |

## Poznati stanovnici
- Athanasios Diakos (1788. – 1821.), grčki vojni zapovjednik za vrijeme Grčkog rata za neovisnost
- Aris Velouchiotis (1905. – 1945.), jedan od vođa grčkog pokreta otpora za Drugog svjetskog rata
- Ilias Tsirimokos (1907. – 1968.), grčki političar i predsjednik grčke vlade

## Gradski kipovi i spomenici
- Kip Athanasiosa Diakosa
- Kip Arisa Velouchiotisa
- Spomenik Neznanom junaku

## Zbratimljeni gradovi
- Rzeszów, Poljska